# کانال بزرگ (نقاشی مونه)
کانال بزرگ (انگلیسی: Le Grand Canal) تابلوی نقاشی رنگ روغن بر روی بوم کرباس از نقاش برجسته فرانسوی، کلو مونه است که در سال ۱۹۰۸ طراحی شد. این نقاشی نمایشگر منظره‌ای از کانال بزرگ شهر ونیز در ایتالیا است. مونه به‌طور کلی ۶ نقاشی از کانال بزرگ طراحی نمود.